# Dramyin
Il dramyin o dranyen è uno strumento musicale himalaiano, per l'esecuzione di musica folk, simile ad un liuto con sette corde, usato principalmente per accompagnare il canto nelle cerimonie della scuola Drukpa buddhista in Bhutan, Tibet, Sikkim e nel Bengala occidentale. Viene anche usato nelle feste religiose del buddhismo tibetano (cf. tshechu). Lo strumento viene suonato pizzicando le corde con un plettro, come la chitarra, o più comunemente pizzicato. Il dramyen, il chiwang (violino) e il lingm (flauto) sono gli strumenti base della tradizione musicale bhutanese.

## Struttura

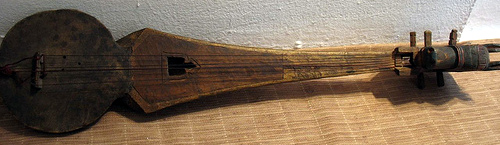
Un dranyen nepalese

Il dramyin è un liuto dal lungo manico, senza tasti, che sporge da una doppia cassa armonica. Di solito è scavato in un unico pezzo di legno e può variare nel formato da 60 cm a 120 cm di lunghezza. A differenza di una contemporanea chitarra, il dramyin non ha un foro di risonanza, ma piuttosto delle piccole aperture a forma di rosette come nel liuto.
Delle sue sette corde, o thag, solo sei arrivano al pirolo. Pertanto, solo sei chiavi di accordatura  si trovano nella cavigliera, mentre una (in genere corrispondente alla corda terza da sinistra) si trova nel collo. Le corde erano in passato realizzate con budelli animali. Attualmente sono in materiale sintetico come nylon (simile a quello delle racchette da tennis). Le sette corde sono raggruppate in due gruppi di tre e uno di una singola corda. Diventano così tre gruppi quando raggiungono la cavigliera.
I dramyin tradizionali sono dotati di un singolo ponte. La risonanza si ottiene con una spessa pelle di animale. Alcune forme precedenti di dramyin possedevano corde di risonanza e sotto-stringhe per produrre una maggiore risonanza.
Alcuni dramyin sono dotati di un plettro attaccato alla base. I plettri erano tradizionalmente di osso, ma ora sono fatti di plastica o di legno.
Spesso è riccamente scolpito e colorato, con motivi e simboli religiosi, e la sua cavigliera è spesso scolpita a forma di "C" assomigliante ad un chusing (sorta di mostro marino). Speeso ci sono dei fiocchi appesi alle corna del chusing per dare allo strumento un aspetto più spaventoso.

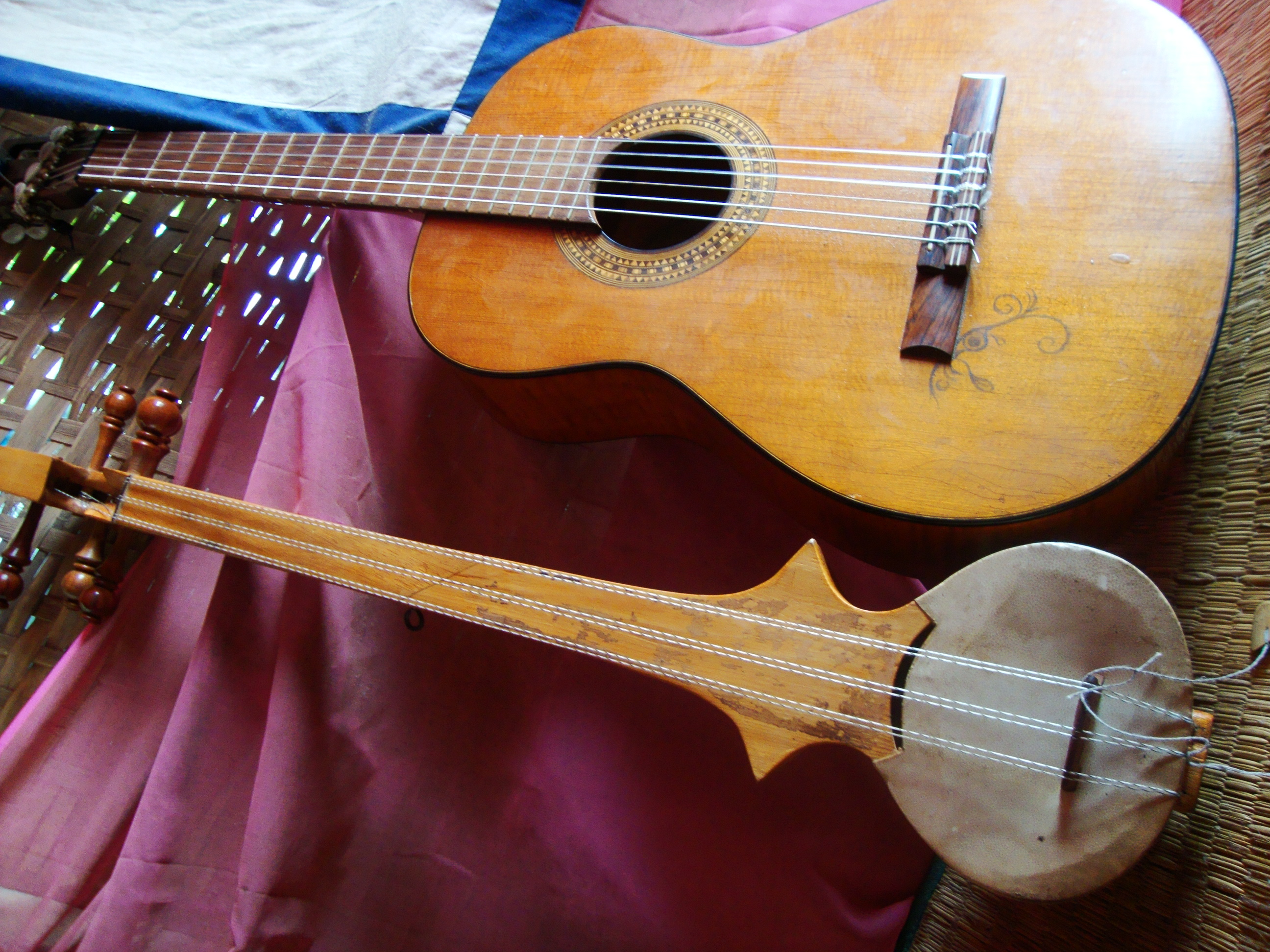
Un dramyin confrontato con una classica chitarra.

## Metodo di esecuzione
Il gruppo di tre corde del dramyin ha la mezza corda sulla sinistra, che normalmente è un'ottava sopra le altre due. Uno degli altri due gruppi è in genere intonato in un'ottava diversa. I gruppi vengono normarlmente suonati all'unisono durante l'esecuzione e normalmente viene suonata una nota singola alla volta creando una melodia ma non un'armonia. Il dramyin può essere utilizzato per segnare il tempo durante il ballo.
La normale accordatura del dramyin è: g G c' c c f f.
Si suona pizzicando le corde dal basso verso l'alto. Una delle due corde viene pizzicata con un movimento verso il basso, e l'altra verso l'alto. Il movimento verso il basso è tipicamente più forte rispetto all'altro.

## Significato culturale

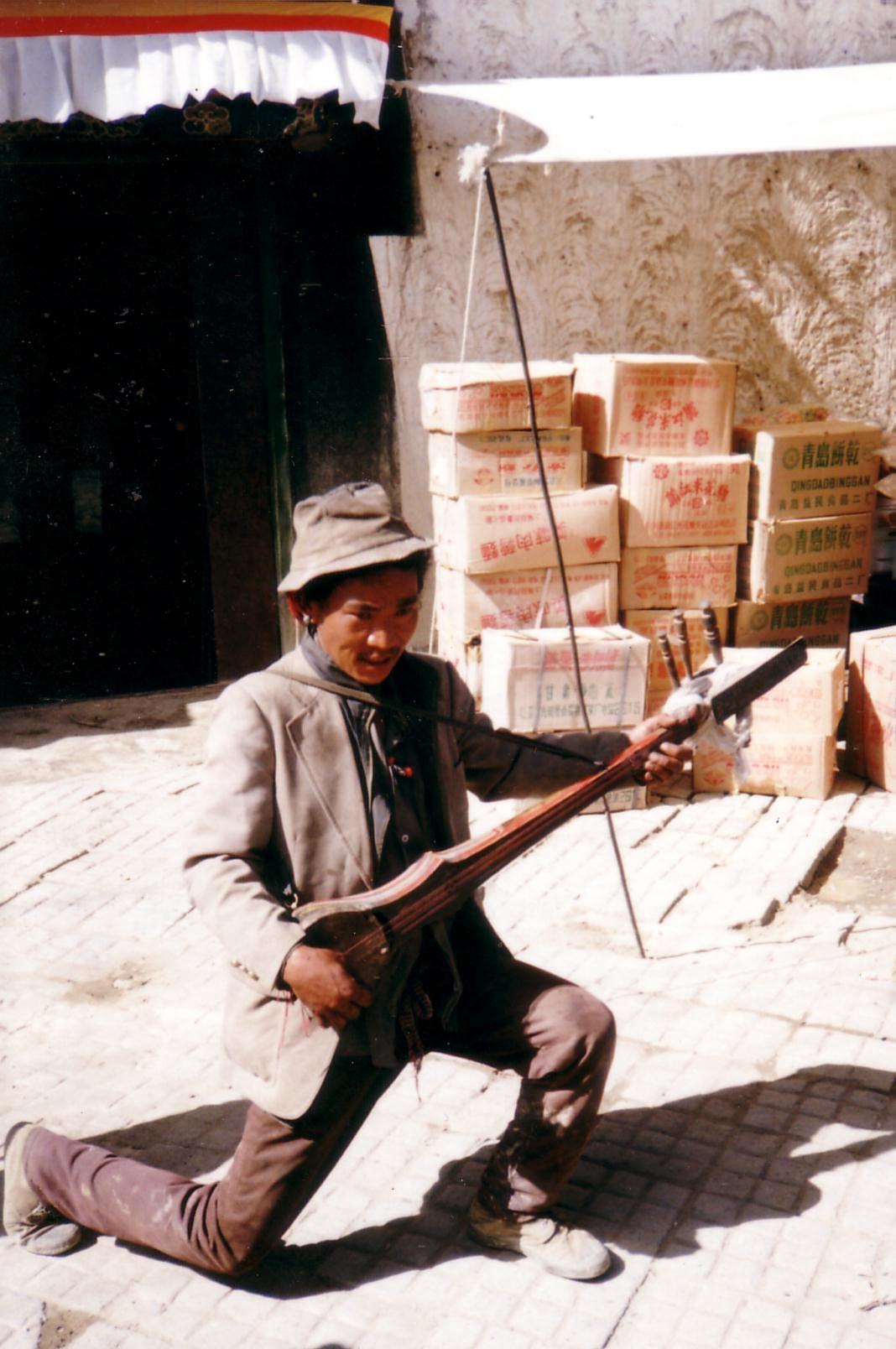
Musicista di strada tibetano

Il dramyin viene spesso impiegato come accompagnamento durante la narrazione di storie come ambientazione e per tenere il tempo, come si vede nel film bhutanese Travellers and Magicians.
Il dramyin è usato nella cham dance eseguita dai monaci Drukpa mentre cantano il Dramyin Choeshay - un inno religioso. Questi canti vengono eseguiti nel corso di feste religiose, dette tsechu, vietate in Tibet ma che continuano senza sosta in Bhutan dagli ultimi quattro secoli. La musica del dramyin nella danza cham è notevole in quanto è uno dei pochissimi esempi di strumento a corda nella musica monastica nel Bhutan o nel buddismo tibetano in generale. Un suonatore di dramyin dirige la danza e tiene il tempo ai ballerini pizzicando lo strumento. In molti Chams, il posto del dramyin è preso da uno strumento a percussione, di solito i piatti.
Il dramyin è generalmente considerato come uno strumento profano e le prestazioni di un Dramyin Cham o Dramyin Choeshay sono uno dei pochi casi in cui l'uso del dramyin è permesso all'interno di un monastero o Dzong. Tuttavia i dramyin sono spesso raffigurati sulla thongdrel (tibetano: thanka) e offerti agli dei. Il re guardiano della direzione orientale - Gyalpo per il popolo Sharchop (identificato con Dhritarashtra della mitologia hindu), è associato al dramyin nell'iconografia religiosa.
Il suono melodioso del dramyin si suppone attragga i demoni, e il ruolo dei demoni scolpiti sulla cavigliera è quello di scongiurare dalla loro tentazione. Il dramyin è associato ad una divinità custode della Dramyin Cham.